# Шердинг (округ)
Шердинг (нем. Bezirk Schärding) — округ в Австрии. Центр округа — город Шердинг. Округ входит в федеральную землю Верхняя Австрия. Занимает площадь 618,49 кв. км. Население 56 996 чел. Плотность населения 92 человек/кв.км.

## Административные единицы
Города
1. Шердинг (5 052)

Ярмарки
1. Андорф (4 940)
2. Энгельхартсцелль-на-Дунае (1 172)
3. Копфинг (2 028)
4. Мюнцкирхен (2 580)
5. Раб (2 269)
6. Ридау (2 020)
7. Санкт-Флориан-на-Инне (2 995)

Общины
1. Альчвендт (678)
2. Брунненталь (1 932)
3. Дирсбах (1 696)
4. Дорф-на-Праме (1 015)
5. Эггердинг (1 318)
6. Энценкирхен (1 756)
7. Эстернберг (2 820)
8. Фрайнберг (1 441)
9. Майрхоф (258)
10. Райнбах (1 493)
11. Шарденберг (2 395)
12. Зигхартинг (830)
13. Санкт-Эгиди (1 644)
14. Санкт-Мариенкирхен-Шердинг (1 840)
15. Санкт-Роман (1 798)
16. Санкт-Виллибальд (1 141)
17. Зубен (1 418)
18. Тауфкирхен-на-Праме (2 944)
19. Фихтенштайн (761)
20. Вальдкирхен-на-Везене (1 311)
21. Вернштайн-на-Инне (1 654)
22. Целль-на-дер-Праме (1 985)